# Zorgho
Zorgho ist sowohl eine Gemeinde (französisch commune urbaine) als auch ein dasselbe Gebiet umfassendes Département im westafrikanischen Staat Burkina Faso in der Region Plateau Central und der Provinz Ganzourgou. Die Gemeinde hat 48.096 Einwohner. Zorgho ist Hauptstadt der Provinz Ganzourgou.

## Söhne und Töchter
- Julien Kaboré (* 1968), römisch-katholischer Geistlicher, Erzbischof und Diplomat

## Einzelnachweise

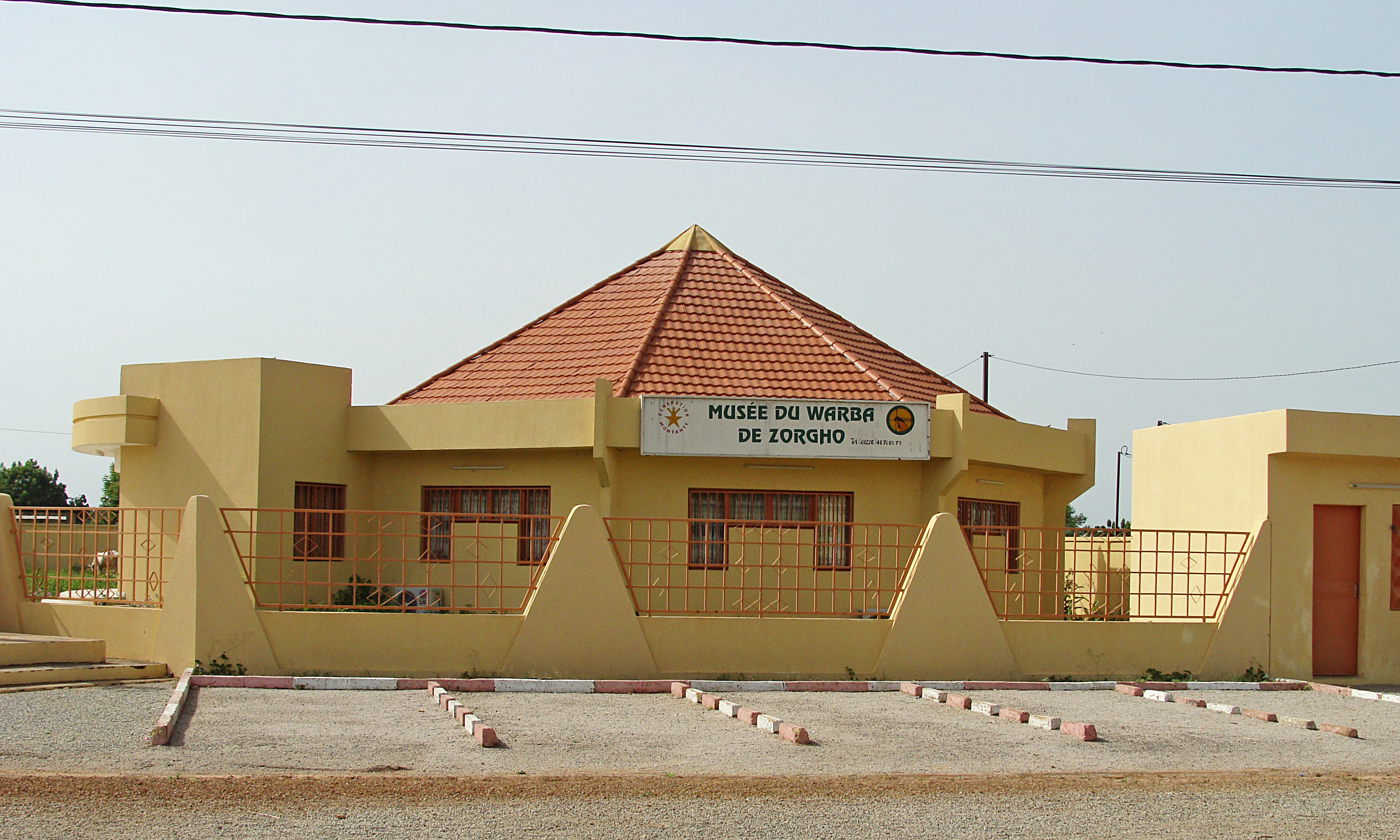
Musée du Warba de Zorgho